# Alchemilla procerrima
Alchemilla procerrima é uma espécie de rosácea do gênero Alchemilla, pertencente à família Rosaceae.